# Maria Margarida de Lorena, 2.ª Duquesa de Abrantes
Dona Maria Margarida de Lorena (02.02.1713–22.07.1764) era filha de Rodrigo de Melo (1688–1713), segundo filho de D. Nuno Álvares Pereira de Melo, 1.º duque de Cadaval, e de D. Ana Maria Catarina Henriqueta de Lorena, 1.ª duquesa de Abrantes.
Em 1726, Maria Margarida casou com seu tio, D. Joaquim Francisco de Sá Almeida e Menezes, 2.º marquês de Abrantes (irmão mais novo de sua mãe), que faleceu em 15 de junho de 1756.
Já viúva, o rei D. José I de Portugal outorgou-lhe o título de duquesa de Abrantes por decreto de 18 de maio de 1757, uma vez que fora nomeada camareira-mor da rainha de Portugal, o mais alto cargo palatino ocupado por uma mulher, tal como acontecera com sua mãe.
Em 20 de Fevereiro de 1757, voltou a casar com D. João da Bemposta, filho natural do infante D. Francisco, a quem foram concedidas honras de duque, por carta de 18 de Maio de 1757).
Com a morte de sua mãe (1761), Maria Margarida herdou a sua casa, tornando-se 4.ª marquesa de Abrantes e 10.ª condessa de Penaguião.
Maria Margarida não teve descendência de nenhum dos casamentos, sucedendo-lhe seu primo segundo D. Pedro de Lancastre da Silveira de Castelo-Branco Sá e Meneses (1762-1828), 7.º conde de Vila Nova de Portimão e que foi reconhecido como 5.° marquês de Abrantes